# Halecium reversum
Halecium reversum är en nässeldjursart som beskrevs av Nutting 1901. Halecium reversum ingår i släktet Halecium och familjen Haleciidae. Inga underarter finns listade i Catalogue of Life.